# Banisty Żleb

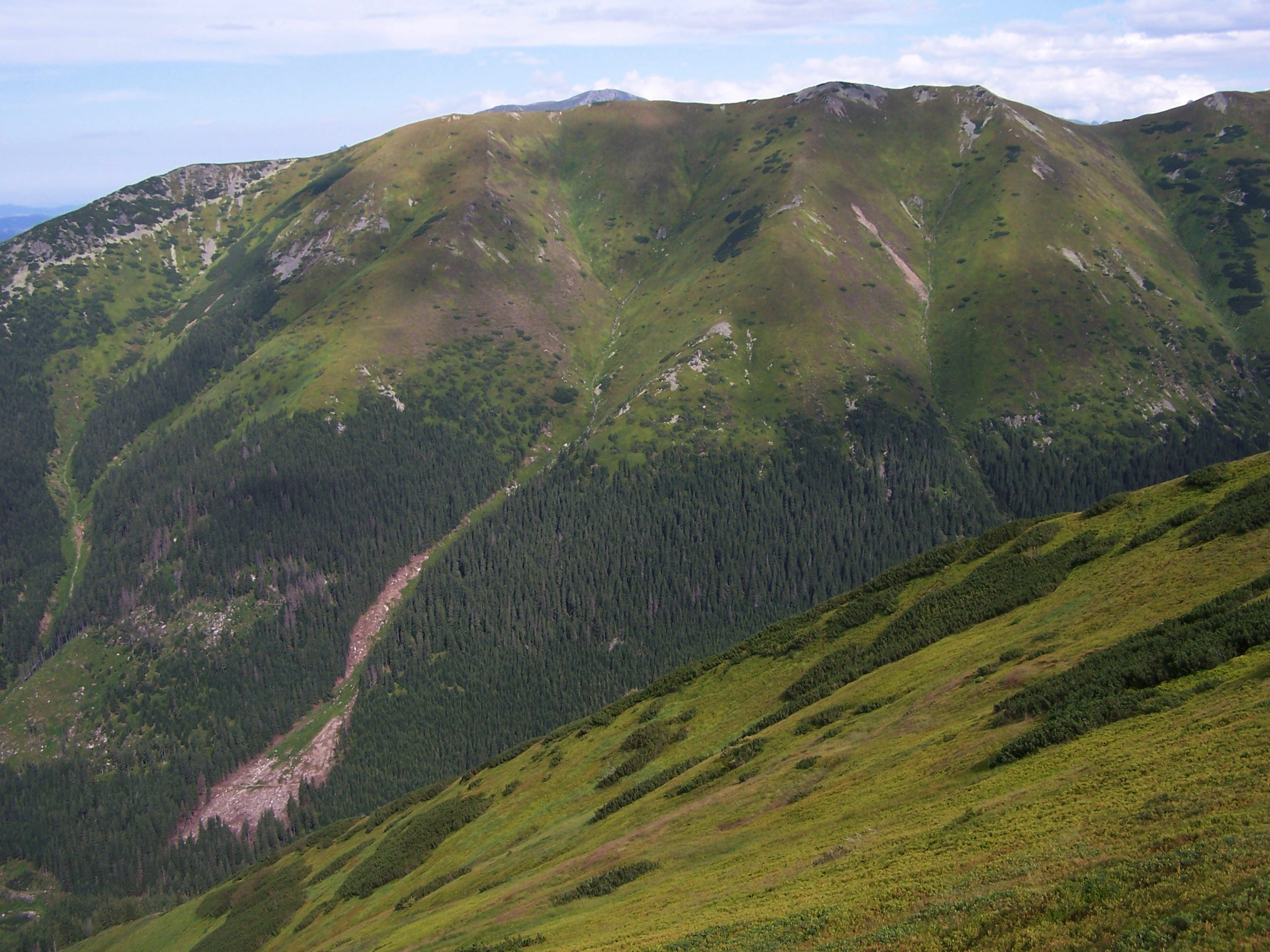
Zachodnie zbocza Ornaku. Banisty Żleb pierwszy po lewej stronie

Banisty Żleb – jeden z kilku żlebów na zachodnich zboczach Ornaku w Tatrach Zachodnich. Schodzą one spod grzbietu Ornaku do Doliny Starorobociańskiej. Żleby te, licząc od Doliny Iwaniackiej w południowym kierunku, to kolejno: Piekło, Banisty Żleb, Pośredni Żleb, Graniczniak, Żleb na Przełęcz i Żleb pod Pyszną. Nazwa Banisty Żleb pochodzi od miejsca w górnej części żlebu zwanego Banistem. Dawniej istniała w nim kopalnia, czyli bania. Była to jedna z najstarszych kopalni w polskich Tatrach. W dokumentach notowana jest już w 1520 r. jako spółka z udziałem króla Zygmunta I Starego, ale być może istniała już w XV w., gdyż dokument z drugiej połowy XVI w. nazywa ją „Starą Robotą”. Od nazwy kopalni pochodzi nazwa Doliny Starorobociańskiej. Kopalnię oglądał w 1792 r. Baltazar Hacquet, wydobywano w niej rudy antymonowo-miedziane z domieszką ok. 80 g srebra w 100 kg urobku, później także piryt. Pozostałością po dawnej kopalni jest 12 zawalonych już sztolni, usypiska płonnego urobku oddzielonego od kruszca i ślady młyna do rozdrabniania rudy (na tzw. Młynisku). Do kopalni w żlebie prowadziła hawiarska droga.
W dolnej części Banistego Żlebu spływa niewielki potoczek uchodzący do Starorobociańskiego Potoku. W zimie schodzą żlebem duże lawiny.